# Torneo de Washington 2023
El Mubadala Citi DC Open 2023 fue un torneo de tenis perteneciente al ATP Tour 2023 en la categoría ATP Tour 500, y a la WTA Tour 2023 en la categoría WTA 250. El torneo tuvo lugar en la ciudad de Washington D. C. (Estados Unidos) desde el 31 de julio hasta el 6 de agosto sobre pistas rápidas.

## Distribución de puntos
| Modalidad            | Campeón | Finalista | Semifinales | Cuartos de final | 2.ª ronda | 1.ª ronda | Clasificados | 2.ª ronda de clasificación | 1.ª ronda de clasificación |
| Individual masculino | 500     | 330       | 200         | 100              | 50        | 0         | 25           | 13                         | 0                          |
| Dobles masculino     | 500     | 300       | 180         | 90               | –         | –         | 45           | 25                         | 0                          |

| Modalidad           | Campeona | Finalista | Semifinales | Cuartos de final | 2.ª ronda | 1.ª ronda | Clasificadas | 2.ª ronda de clasificación | 1.ª ronda de clasificación |
| Individual femenino | 280      | 180       | 110         | 60               | 30        | 1         | 18           | 12                         | 1                          |
| Dobles femenino     | 280      | 180       | 110         | 60               | 1         | -         | -            | -                          | -                          |

## Cabezas de serie

### Individuales masculino
| Tenista               | Ranking | Preclasificados |
| Taylor Fritz          | 9       | 1               |
| Frances Tiafoe        | 10      | 2               |
| Félix Auger-Aliassime | 12      | 3               |
| Hubert Hurkacz        | 16      | 4               |
| Grigor Dimitrov       | 20      | 5               |
| Aleksandr Búblik      | 26      | 6               |
| Adrian Mannarino      | 27      | 7               |
| Sebastian Korda       | 28      | 8               |
| Daniel Evans          | 30      | 9               |
| Yoshihito Nishioka    | 31      | 10              |
| Christopher Eubanks   | 32      | 11              |
| Tallon Griekspoor     | 36      | 12              |
| Ugo Humbert           | 38      | 13              |
| Ben Shelton           | 41      | 14              |
| Andy Murray           | 42      | 15              |
| Jeffrey John Wolf     | 46      | 16              |

- Ranking del 24 de julio de 2023.[2]

### Dobles masculino
| Tenista                           | Ranking | Preclasificados |
| Rajeev Ram Joe Salisbury          | 11      | 1               |
| Austin Krajicek Mate Pavić        | 23      | 2               |
| Lloyd Glasspool Harri Heliövaara  | 33      | 3               |
| Marcelo Arévalo Jean-Julien Rojer | 36      | 4               |

### Individuales femenino
| Tenista            | Ranking | Preclasificada |
| Jessica Pegula     | 4       | 1              |
| Caroline Garcia    | 5       | 2              |
| Cori Gauff         | 7       | 3              |
| María Sákkari      | 9       | 4              |
| Daria Kasatkina    | 11      | 5              |
| Belinda Bencic     | 15      | 6              |
| Madison Keys       | 16      | 7              |
| Liudmila Samsonova | 17      | 8              |

- Ranking del 24 de julio de 2023.

### Dobles femenino
| Tenista                         | Ranking | Preclasificada |
| Nicole Melichar Ellen Perez     | 17      | 1              |
| Shuko Aoyama Gabriela Dabrowski | 38      | 2              |
| Hao-ching Chan Giuliana Olmos   | 40      | 3              |
| Miyu Kato Aldila Sutjiadi       | 69      | 4              |

## Campeones

### Individual masculino
Daniel Evans venció a  Tallon Griekspoor por 7-5, 6-3

### Individual femenino
Cori Gauff venció a  María Sákkari por 6-2, 6-3

### Dobles femenino
Máximo González /  Andrés Molteni vencieron a  Mackenzie McDonald /  Ben Shelton por 6-7(4-7), 6-2, [10-6]

### Dobles masculino
Laura Siegemund /  Vera Zvonareva vencieron a  Alexa Guarachi /  Monica Niculescu por 6-4, 6-4